# محاصره مرقب
محاصره مرقب (انگلیسی: Siege of Margat) در سال ۱۲۸۵ به وقوع پیوست زمانی که ممالیک قلعه المرقب را از صلیبیون گرفتند. گرفتن این قلعه مسیر و راه را برای محاصره عکا در سال ۱۲۹۱ باز کرد.